# Nilometer von Elephantine (Satis-Tempel)

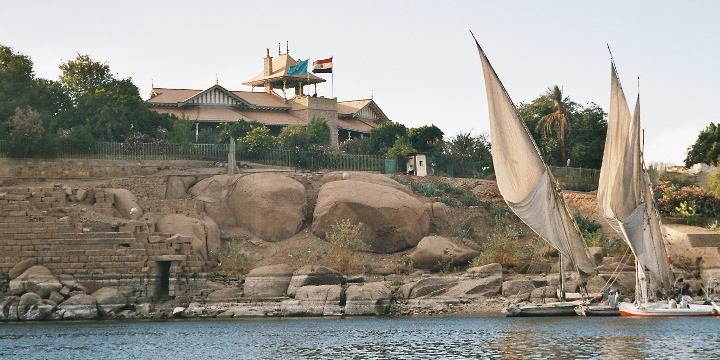
Nilometer des Satis-Tempels (linke Bildhälfte unten)

Der Nilometer von Elephantine im Gebiet des auf dem östlichen Nilufer der östlichen Elephantine-Nilinsel errichteten Satis-Tempels ist der älteste erhaltene Nilometer aus altägyptischer Zeit. Sesostris I. (12. Dynastie) ließ Anfang des zweiten Jahrtausends v. Chr. mehrere Nilometer in Ägypten erstellen, darunter auch auf dem Gelände des Satis-Tempels. Die während der griechisch-römischen Zeit vorgenommenen Umbauten und Erneuerungen sind gegenwärtig noch erhalten.

## Lage und Aufbau

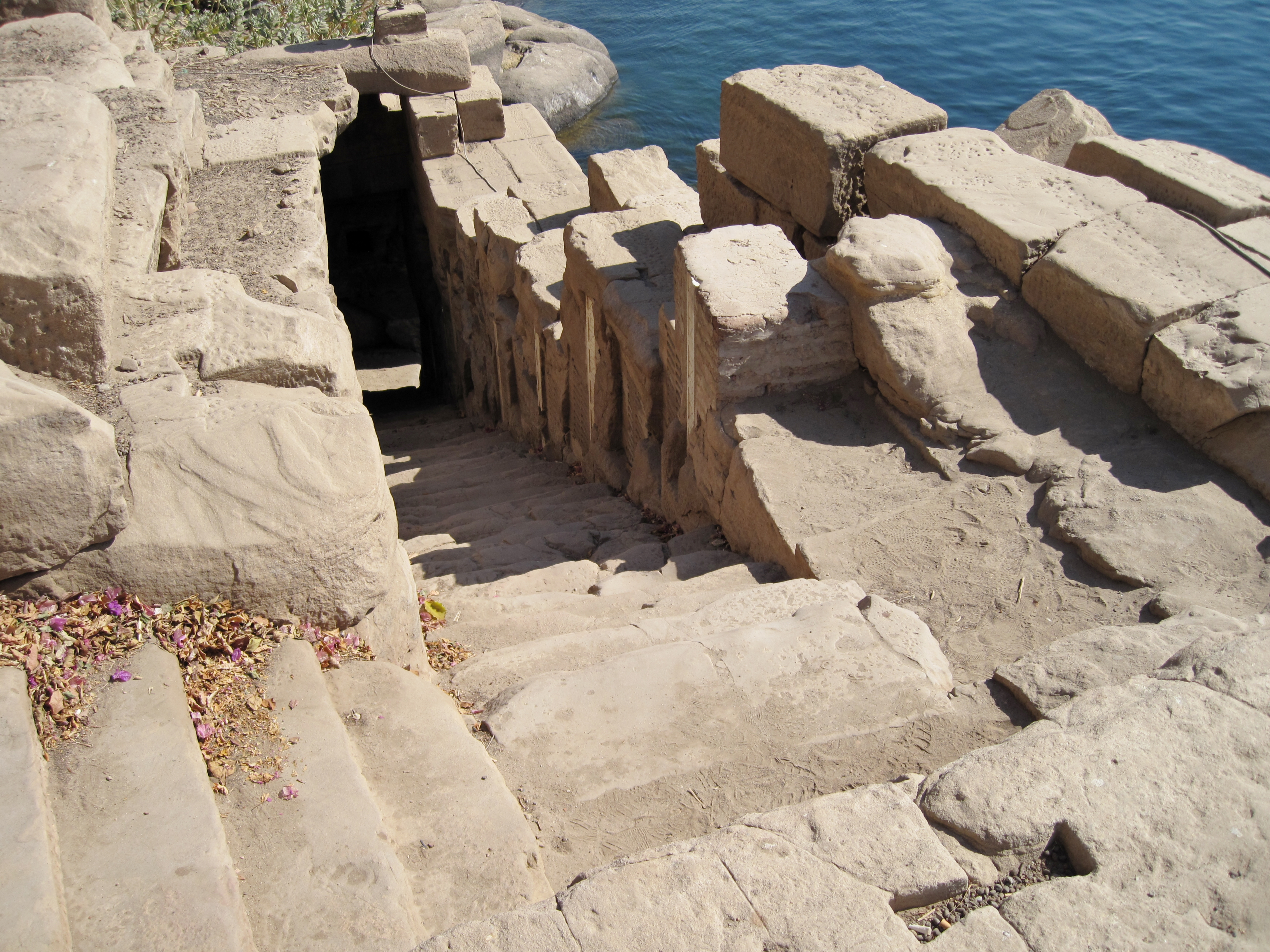
Treppen des Nilometers

Der Nilometer liegt nördlich des Satis-Tempels und ist an die Flussterrasse des Heiligtums angebunden. Der teilweise überdachte Treppengang führt in seinem zweifach geknickten Verlauf zum östlichen Nilufer von Elephantine hinab. Nördlich von ihm befindet sich ein ritueller Nilometer, der als Monumentaltreppe im zweiten Jahrhundert gebaut wurde; südlich der dritte Nilometer auf dem Terrain des Chnum-Tempels. Als Verbund fungierten die drei Nilometer in griechisch-römischer Zeit als Anlaufpunkte der jährlichen Prozessionen. Vom Ausgangspunkt der Monumentaltreppe führte der Prozessionsweg über den Nilometer des Satis-Tempels zum Nilometer des Chnum-Tempels.

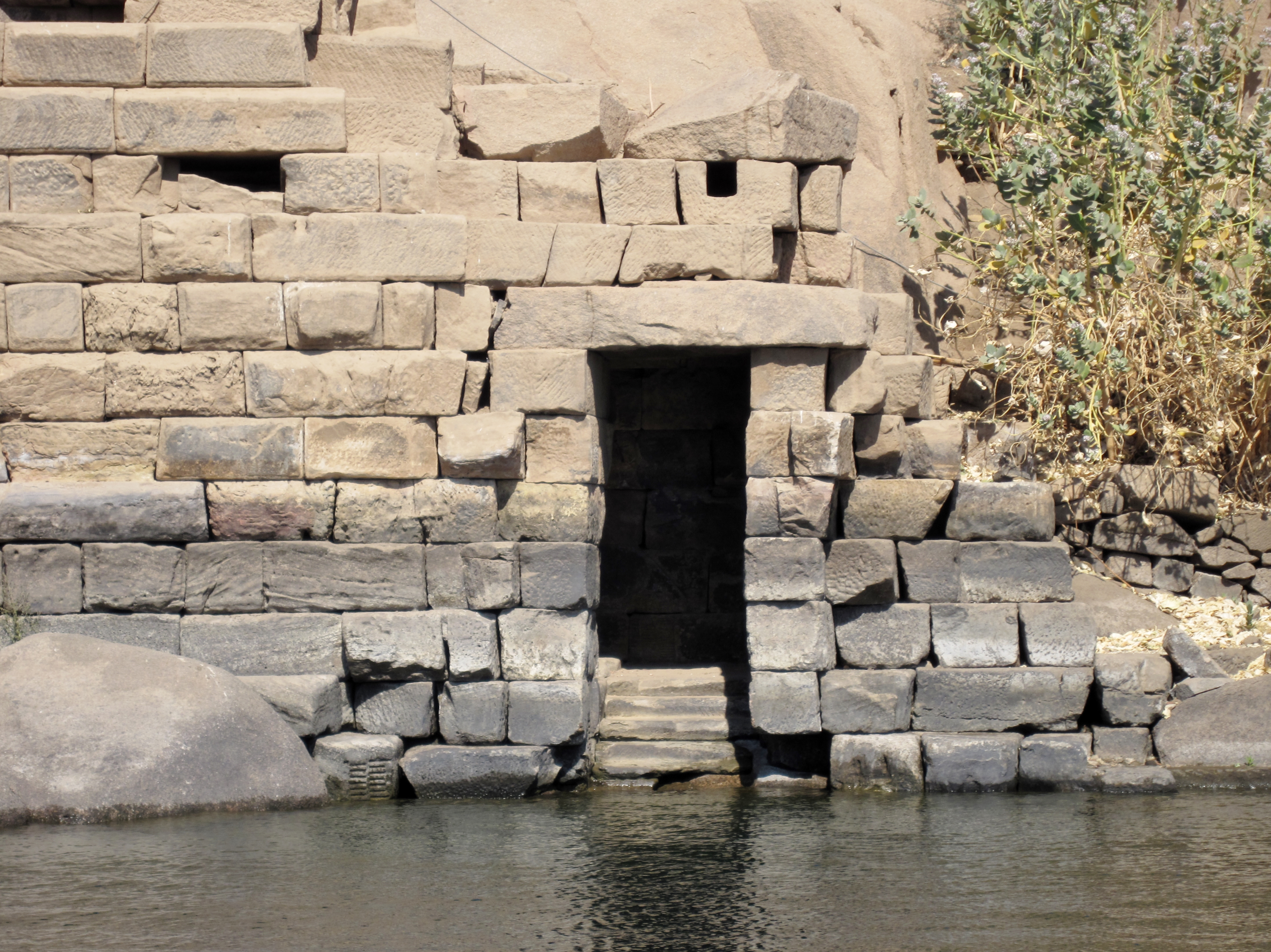
Ausgang zum Nilufer

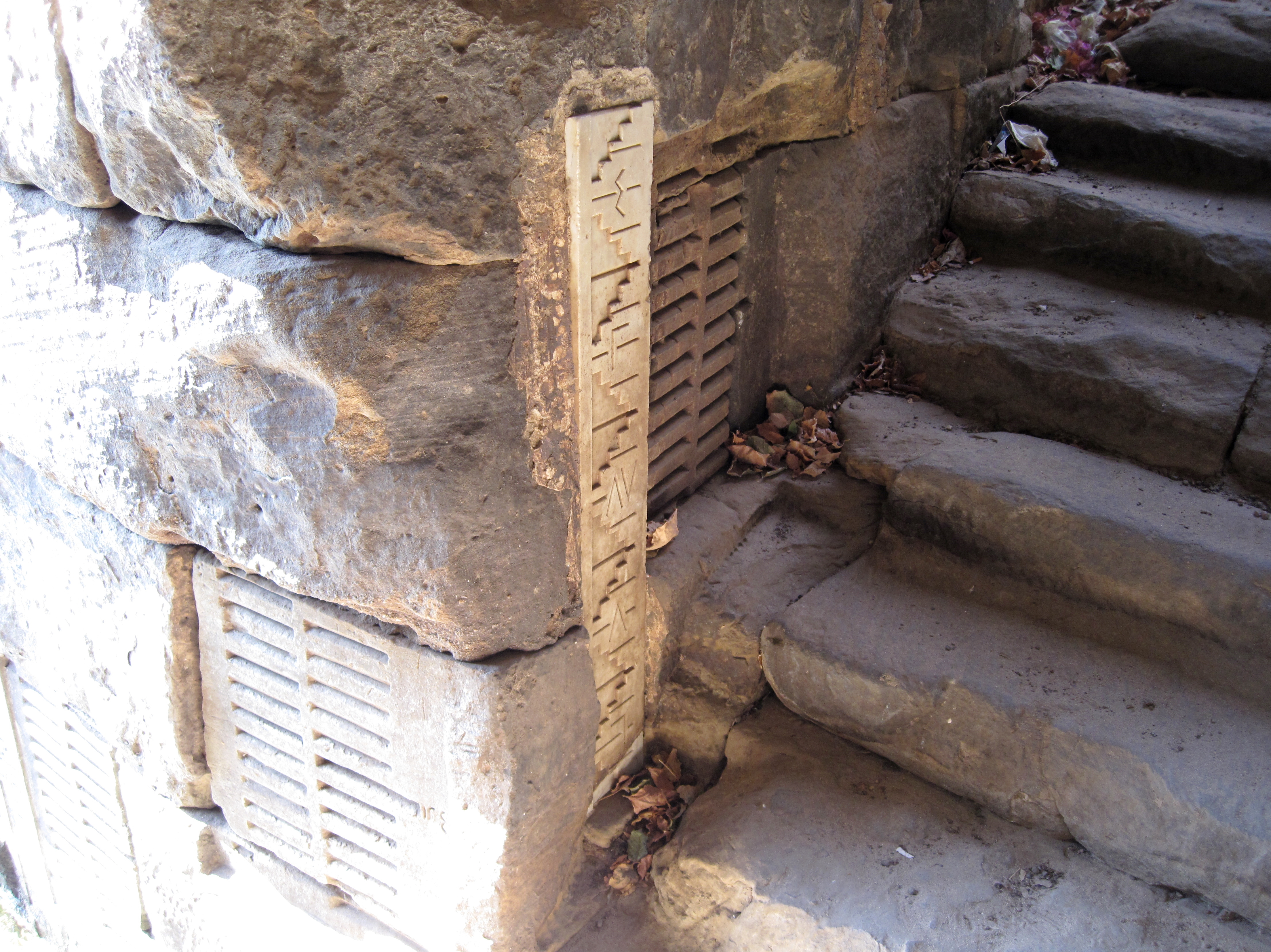
Pegel zur Messung des Pegelstands

An der westlichen Treppenwand vom Nilometer des Satis-Tempels sind mehrfach unterteilte Abschnitte der Pegelstände angebracht. Die am Nilufer liegende untere Kante des Nilometers beginnt mit der Nilmarke „16 Ellen“ und führt zunächst bis zur oberen Markierung „27 Ellen“. Die Pegelstände entsprechen einer Höhe von 85,86 Meter bis 92,31 Meter über Meeresspiegel. Über der 17. Elle ist ein sogenanntes rechteckiges Semeion (Zeichen) angebracht, das als Symbol den unteren Schwellenwert einer landwirtschaftlich  guten Nilflut signalisierte. Der zweite Bereich des Treppenaufganges beginnt an der Oberkante der 27. Elle und reicht bis zu einer Höhe zwischen 31 und 32 Ellen (94,59 Meter) hinauf.
Im zweiten Abschnitt sind keine Markierungen angebracht. Dieser Befund bestätigt archäologische Ergebnisse, wonach sich seit der 2. Dynastie Nilfluthöhen in den messbaren unteren Treppenabschnitten ergaben. Extreme Fluthöhen konnten aufgrund der oberen Ausrichtung dennoch bei Bedarf gemessen werden. Unter Hinzuziehung der alten Pegelstände aus dem Alten Reich und der frühdynastischen Periode erscheint diese Maßnahme verständlich, da zu Beginn der ersten Dynastie, Anfang des dritten Jahrtausends v. Chr., in Elephantine Fluthöhen um 94,25 Meter regelmäßig erreicht wurden.

## Nilfluthöhen

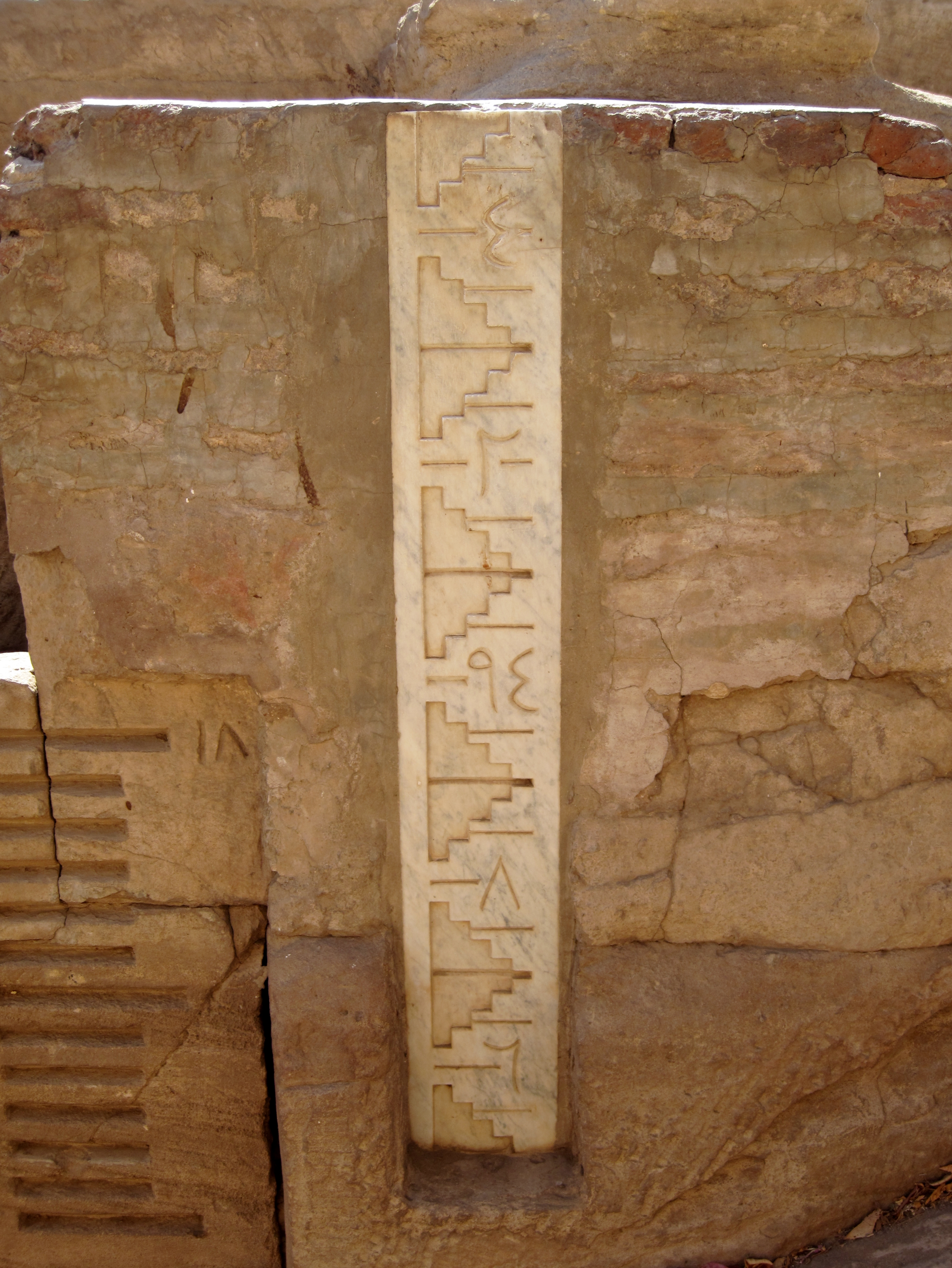
Pegelleiste des Nilometers

Die niedrigsten Nilwasserstände fielen im 19. Jahrhundert n. Chr. mit 11 bis 15 Ellen in den Zeitraum April bis Ende Mai/Anfang Juni. Die dabei vorhandenen Nilhöhen lagen in Elephantine im Bereich von 83,5 bis 85,5 Metern über Meeresspiegel und damit etwa mehr als 2 Meter über dem Niveau der griechisch-römischen Zeit von 6 bis 11 Ellen. Von der 22. Elle bis zum Flutgipfel vergehen in Elephantine bis Ende August etwa 28 Tage. Insgesamt benötigt der Nil bezüglich des Nilometers des Satis-Tempels etwa 56 Tage für den Anstieg von der 15. Elle bis zum Scheitelpunkt der Nilschwemme. Etwa 6 bis 10 Tage verbleibt der Nil in der Nähe des Höchststandes, bevor er wieder beginnt, spürbar abzusinken.
Der Gesamtzeitraum bis zum Rückgang der Nilflut entspricht im altägyptischen Kalender 6 bis 7 Dekaden. Weitere 2 bis 3 Dekaden waren dem Absinken zugeordnet. Die Messungen des Nilometers umfassten daher einen Zeitraum von durchschnittlich 9 Dekaden (90 Tage) und damit etwa 3 Mondmonaten. Der mittlere Nilflut-Mondmonat galt als kritische Zeit, da an dessen Monatsende der Nil zumeist die Marke von 22 Ellen überschritt, die ebenso wie der obere Bereich der benachbarten Monumentaltreppe von Elephantine diesen Zeitpunkt als „erfolgreiche Ankunft der Nilflut“ symbolisierte und damit den Beginn des Nilfestes Semasia signalisierte, das seit der griechisch-römischen Zeit belegt ist. Aus den Nilflutinschriften des Tempels von Akoris geht hervor, dass die Priester den Nilanstieg bis zur 22 Ellenmarke mit rituellen Beschwörungen begleiteten. Für die Epoche von 284 bis 305 n. Chr. ist das Erreichen jener Nilhöhe zwischen dem 3. und 16. August dokumentiert; etwa 9 Tage später als Elephantine.
Die Ermittlung der durchschnittlichen Nilfluthöhen basiert auf Grundlage von archäologischen Ergebnissen, Stelenangaben, Eintragungen auf dem Annalenstein der 5. Dynastie, Nachrichten von antiken Autoren, der Nilometerstatistik und den Werten vom Nilometer des Satis-Tempels; im 20. Jahrhundert auf Rekonstruktion der Nilstandshöhen. Aus Vergleichswerten des 19. Jahrhunderts geht das durchschnittliche Erreichen der Marke von „16 Ellen“ (etwa 88,5 Meter) ab Mitte Juli hervor; „19 Ellen“ etwa Ende Juli/Anfang August sowie die Höchststände zwischen Ende August und Anfang September. Der heliakische Aufgang von Sirius erfolgte in der altägyptischen Geschichte im Normalfall immer vor dem Erreichen der „16 Ellen-Marke“ in Elephantine und damit vor der „regulären Flutankunft“.
| Durchschnittliche Höhe der Nilflut in Elephantine (Prädynastik bis 20. Jahrhundert) |                          |                         |                      |
| Zeitraum                                                                            | Epoche                   | Höhe über Meeresspiegel | Höhenangabe in Ellen |
| Spätes 4. Jahrtausend v. Chr.                                                       | Naqada III               | 96,85 Meter             | 34,74 Ellen          |
| Anfang 3. Jahrtausend v. Chr.                                                       | 1. Dynastie              | 92,99 Meter             | 28,01 Ellen          |
| Anfang 3. Jahrtausend v. Chr.                                                       | 2. Dynastie              | 91,76 Meter             | 25,92 Ellen          |
| Anfang 3. Jahrtausend v. Chr.                                                       | 3. Dynastie              | 91,73 Meter             | 25,89 Ellen          |
| Mitte 3. Jahrtausend v. Chr.                                                        | 4. Dynastie              | 91,93 Meter             | 26,08 Ellen          |
| Mitte 3. Jahrtausend v. Chr.                                                        | 5. Dynastie              | 91,79 Meter             | 26,11 Ellen          |
| Spätes 3. Jahrtausend v. Chr.                                                       | 6. Dynastie              | 91,05 Meter             | 24,85 Ellen          |
| Altes Reich (3. Jahrtausend v. Chr.)                                                | 1. bis 6. Dynastie       | 91,53 Meter             | 25,66 Ellen          |
| Ende 3. Jahrtausend v. Chr.                                                         | 1. Zwischenzeit          | 91,45 Meter             | 25,53 Ellen          |
| Mitte 1. Jahrtausend v. Chr.                                                        | Spätzeit                 | 91,49 Meter             | 25,61 Ellen          |
| Ende 1. Jahrtausend v. Chr.                                                         | Ptolemäerzeit            | 91,51 Meter             | 25,64 Ellen          |
| Anfang 1. Jahrtausend                                                               | Griechisch-römische Zeit | 91,03 Meter             | 24,82 Ellen          |
| 19. Jahrhundert                                                                     | 1869 bis 1898            | 93,08 Meter             | 28,31 Ellen          |
| 20. Jahrhundert                                                                     | Erste Hälfte             | 92,42 Meter             | 27,19 Ellen          |
| 20. Jahrhundert                                                                     | 1968 bis 1973            | 91,91 Meter             | 26,32 Ellen          |